# 이영춘 (방송인)
이영춘(李永春,, 1961년 3월 29일 ~ )은 대한민국의 기자, 앵커이다.

## 학력
- 1973년 ~ 1976년 삼일중학교
- 1976년 ~ 1979년 유신고등학교
- 1979년 ~ 1987년 한양대학교 경제학과 학사

## 경력
- 1987년 ~ 1992년 경인일보 사회부 기자
- 1992년 SBS 공채 2기 기자
- 1995년 SBS 정치부 기자
- 2000년 ~ 2004년 SBS 보도본부 차장
- 2004년 ~ 2005년 SBS 국제부 차장
- 2011년 ~ 2020년 SBS 수원지국장

## 출연

### 방송

#### 뉴스
- 1998년 ~ 2000년 SBS 《SBS 8 뉴스》 주말 앵커
- 2000년 ~ 2004년 SBS 《SBS 8 뉴스》 평일 앵커

## 가족 관계
- 아버지 : 이국칠 (1929년 ~ 2012년)